# Banbasa
Banbasa is een census town in het district Champawat van de Indiase staat Uttarakhand. De plaats ligt aan de grens met Nepal.

## Demografie
Volgens de Indiase volkstelling van 2001 wonen er 7138 mensen in Banbasa, waarvan 52% mannelijk en 48% vrouwelijk is. De plaats heeft een alfabetiseringsgraad van 67%. 